# Campo Claro (Tarragona)
Campo Claro (en catalán y oficialmente Campclar), es uno de los barrios de poniente de la ciudad de Tarragona.
El barrio cuenta con tres colegios públicos son el Colegio Campclar, el Colegio Mediterrani, el Colegio Ponent, y un instituto público llamado Instituto Campclar. También cuenta con un polideportivo.

## Historia
El barrio se diseñó en 1967 a raíz de la industrialización de la ciudad, con la instalación de empresas petroquímicas y la llegada de emigrantes desde el resto de España, aunque la mayoría de edificios se construyeron entre 1971 y 1985. A partir de 1985, la Agencia de la Vivienda de Cataluña, empresa pública de la Generalidad de Cataluña, se encargó de la construcción de las viviendas.

## Remodelación y mejora del barrio
A finales del año 2007 el barrio empieza una profunda remodelación:
- A partir del año 2008, el barrio empieza la construcción de una comisaría de los Mozos de Escuadra que se inauguró en enero de 2012 y es la comisaría de policía más grande de toda la provincia de Tarragona.
- En 2009 se empezó a construir una rambla que uniría el barrio de Campo Claro y Torreforta y se inauguró a finales de 2010, llamándose Rambla de Ponent.
- Se mejoraron las aceras y el alumbrado, que estaba deteriorado, mejoraron los parques infantiles y se crearon zonas verdes.
- Campo Claro, fue la sede olímpica de los Juegos Mediterráneos de 2018. Por este motivo, se remodeló toda la zona del polideportivo incluyendo nuevas instalaciones dedicadas a la realización de los juegos.

## Nueva urbanización
Para el año 2023, se espera la finalización de una nueva urbanización construida en una de las entradas al barrio a la altura de la carretera T-11 llamada "L´Anella". Esta albergaría viviendas de protección oficial, un centro comercial, una residencia de la tercera edad y un hotel. Uniéndose todo esto a las instalaciones deportivas ya existentes, donde se celebraron los Juegos Mediterráneos de 2018.

## Transporte
La línea 6 de la Empresa Municipal de Transportes de Tarragona (EMTT) conecta la ciudad de Tarragona con el barrio.